# Campana AM
Una campana per a arma mixta (campana AM model 1934) (en francès, cloche d'arme mixte) és un equip instal·lat a les fortificacions franceses de la dècada del 1930 (coneguda com a línia Maginot). Aquest model de blindatge estava pensat per a la defensa propera dels blocs, en particular antitanc.
AM és l'acrònim d'Arme Mixte (arma mixta, en francès). Aquesta campana està equipada amb una arma mixta, composta per unes metralladores bessones i un canó antitanc de 25 mm. La preocupació d'equipar les campanes amb armament antitanc va comportar la modificació de moltes campanes JM.

## Campana per a arma mixta model 1934 tipus «B»
La lluita antitanc va prendre una importància creixent abans de la Segona Guerra Mundial. El 1934 es va imaginar el desenvolupar una nova campana de defensa dels intervals acomodant una arma mixta. Es tracta d'una estructura pesada amb una mecànica complexa, de forma lleugerament ovalada. Té dues troneres de tir que es tanquen amb una escotilla quan no s'utilitza l'arma, i un forat al sostre que permet enganxar un periscopi. Existeix en dos models diferents que tenen les mateixes dimensions internes, variant només el gruix del blindatge.
L'arma mixta es troba muntada sobre un suport que permet orientar-la al llarg dels dos eixos, i el canó és solidari amb la ròtula d'acer que s'acobla amb la tronera. El suport descansa sobre una plataforma circular giratòria que pot situar l'arma en una de les dues troneres. El tirador s'asseu sota l'arma i disposa d'un periscopi.

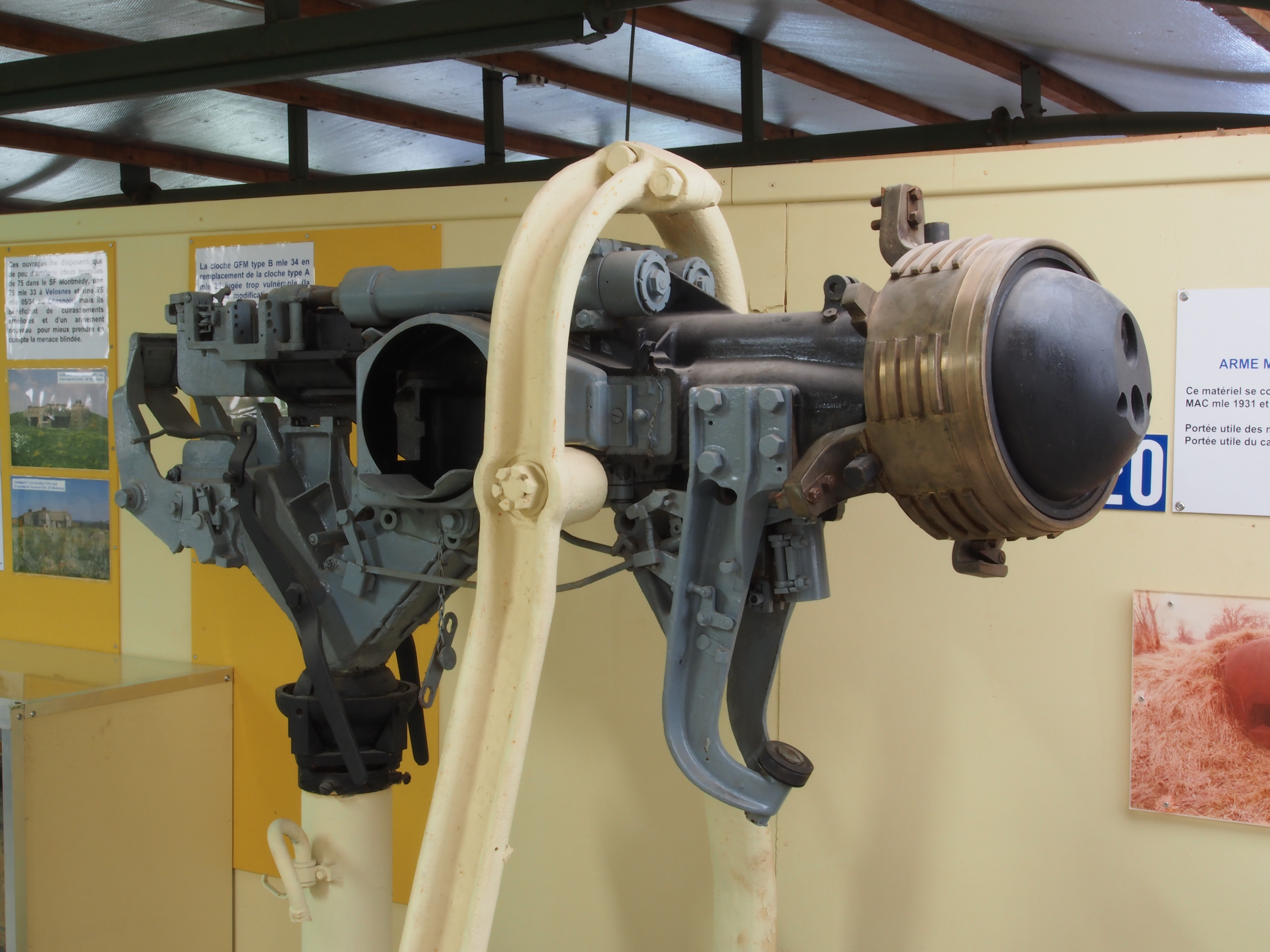
Arma mixta (canó AC 25 mm amb metralladores bessones)
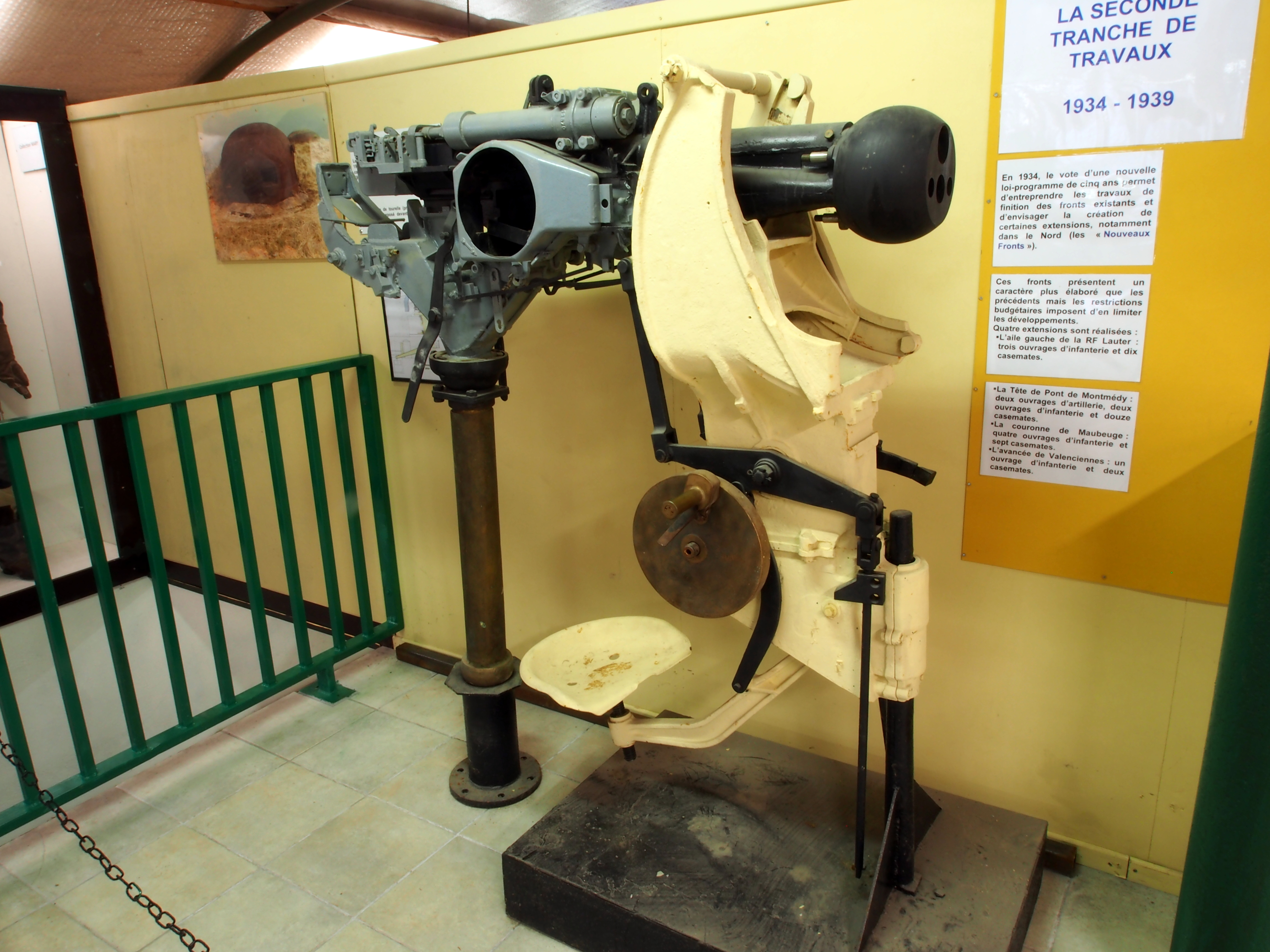
Arma mixta i el seu suport

La campana va ser especialment dissenyada per a missions de flanquejament a baix cost, però també per a accions frontals.

## Campana JM transformada en campana AM
Els intervals defensats per les campanes GFM i JM no podien rebre un canó antitanc de 47 o 37 mm, ja que les campanes eren massa petites. El 1936 es va decidir modificar un cert nombre de campanes JM per poder instal·lar-hi una arma mixta. Aquesta operació era molt complexa i delicada, ja que era necessari ampliar la tronera de tir per poder instal·lar la ròtula de l'arma mixta, tancar les dues finestres d'observació i foradar el sostre per instal·lar el periscopi. També va ser necessari estudiar un nou suport per a l'arma mixta, ja que el suport del model de campana AM model 1934 «B» era massa gran per poder adaptar-se a la campana JM, que era més petit.
Es van instal·lar 72 campanes AM a la línia Maginot, mentre que es van transformar 146 campanes JM en campanes AM (el 1940 ja s'havien transformat el 80% de les campanes JM).

## Vegeu també

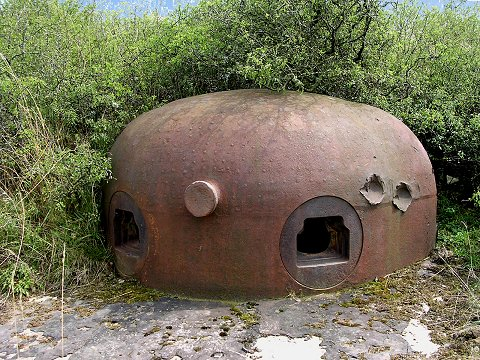
Campana AM
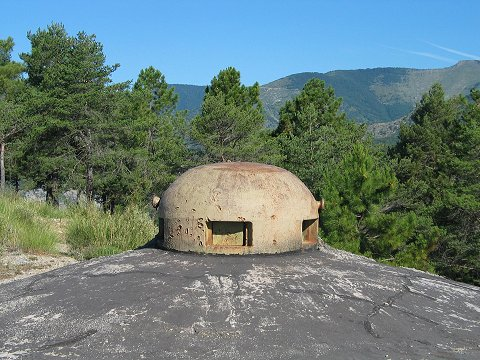
Campana GFM
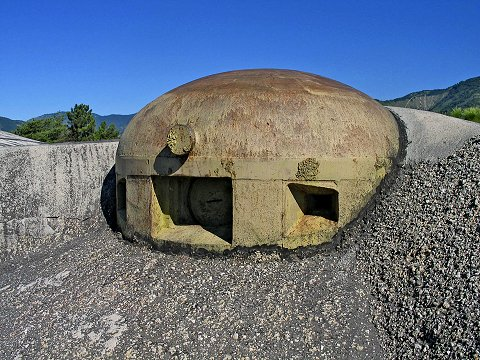
Campana JM
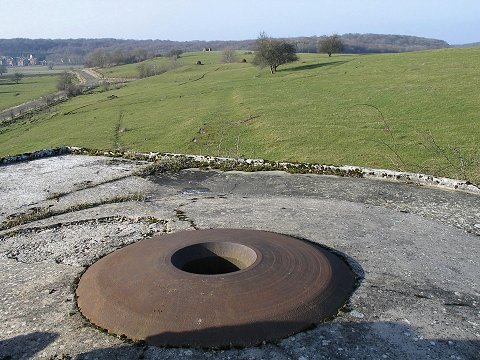
Campana LG
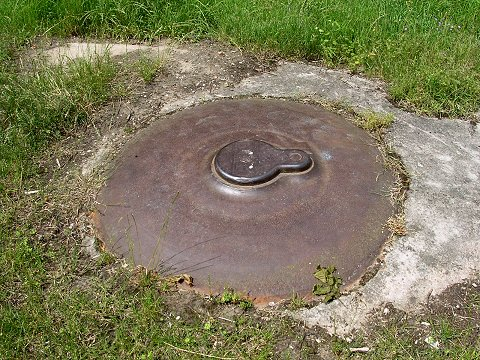
Campana VP
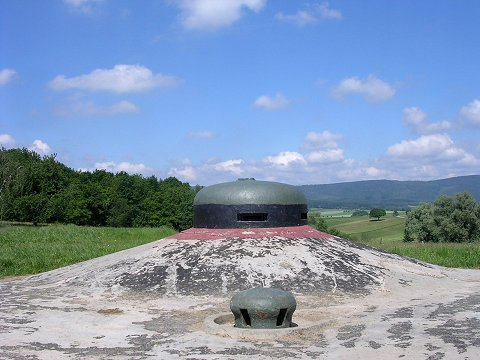
Campana VDP